# Rockin' Around the Christmas Tree
Rockin' Around the Christmas Tree est une chanson de Noël composée par Johnny Marks et interprétée par Brenda Lee en 1958 chez le label Decca Records. Bien que la chanson soit sortie en 1958, elle n'a commencé à bien se vendre qu'à partir de 1960 lorsque la popularité de Lee augmente. Durant la saison de Noël de cette année, la chanson atteint le numéro 16 dans le classement du Billboard et devint une chanson de Noël favorite dont la pérennité fut assurée. La chanson continua à bien se vendre durant le temps des fêtes pour le quart de décennie suivant, atteignant le numéro 5 dans le palmarès de chansons de Noël de 1984.
En novembre 2023, le clip officiel de la chanson sort et un mois plus tard, la chanson se classe numéro 1 du Billboard Hot 100 devant All I Want for Christmas Is You de Mariah Carey. C'est la première fois que la chanson atteint la première place du Hot 100 depuis sa sortie en 1958, ce qui fait de cette chanson celle qui a pris le plus de temps à devenir numéro 1 (65 ans après sa sortie). Quant à Brenda Lee, elle réalise le record de l’artiste la plus âgée à avoir atteint la première place de ce classement (à 78 ans) et celui du plus long intervalle entre deux singles numéros 1 d'un artiste.

## Reprises
Vers le début des années 1960, Alvin et les Chipmunks enregistrèrent une nouvelle version de la chanson, reprise qui ne connaitra pratiquement aucun succès et ne sera pas diffusé sur les ondes radio. Pendant près de 30 ans, la version de Brenda Lee occupa les ondes à elle seule. Puis, en 1992, Ronnie Spector et Darlene Love se sont réunis et ont repris la chanson pour l'album A Very Special Christmas Volume 2. L'année d'après, Dion DiMucci a aussi enregistré une nouvelle version pour son album de Noël et Amy Grant fit de même pour son second album de Noël.
La chanson a été notamment reprise par :
- Alvin et les Chipmunks, Christmas with the Chipmunks (1963)
- Toby Keith, A Classic Christmas (2007)
- Miley Cyrus/Hannah Montana, Hannah Montana (Holiday Edition) (2006)
- Miley Cyrus/Hannah Montana, Disney Channel Holiday (2007)
- The Swingle Singers, Unwrapped (2006)
- Kayler, Kayler's Christmas (2006)
- MercyMe, The Christmas Sessions (2005)
- Terry Buchwald, Home for Christmas (2005)
- Alabama, Christmas Collection (2005)
- Daniel O'Donnell, The Christmas Album (UK, 2005)
- Cyndi Lauper Merry Christmas...Have a Nice Life! (2005)
- LeAnn Rimes, What a Wonderful World (2004)
- Arena Venus, Yuletide Swank (2004)
- Donna Fargo, Country Christmas (collection, 2004)
- Mary-Kate et Ashley Olsen, Cool Yule (2005)
- Petits chanteurs de Vienne The Christmas Album (2003)
- Aly & AJ,  Acoustic Hearts of Winter (2006)
- Arvingarna, Rockin' Around The Christmas Tree (2007)
- Bella Thorne, Disney Channel : Holiday Playlist (2012)
- Glee, Glee Cast (2013)